# Jealous Guy
Singles de John Lennon
Every Man Has a Woman Who Loves Him
(1984)
Pistes de Imagine
Crippled Inside It's So Hard
Jealous Guy est une chanson écrite, composée et interprétée par John Lennon et parue pour la première fois  comme troisième piste de son album Imagine, sorti en 1971. Composée en 1968, elle a tout d'abord été répétée avec les Beatles sous le titre Child of Nature puis est devenue On the Road to Marrakech en 1969 lors des sessions du projet Get Back. John Lennon modifie totalement les paroles sur la même mélodie pour le Jealous Guy de 1971. En plus de sa présence sur de nombreuses compilations de l'artiste, elle est également sortie en single en novembre 1985, avec en face B Going Down on Love, extraite de Walls and Bridges. Elle atteint ainsi la 65e place des charts.
Elle a notamment été reprise avec succès par le groupe Roxy Music en 1981.

## Historique

### Les Beatles
Cette chanson a originellement été composée par John Lennon en Inde début 1968 lors de sa retraite avec le Maharishi et les Beatles. À l'origine la chanson a pour titre Child of Nature, et ses paroles s'inspirent d'une conférence donnée par Mahesh Yogi au sujet d'un « fils de Mère Nature » à laquelle le groupe a assisté. Cependant le sujet inspire aussi Paul McCartney, qui compose et écrit à cette même occasion la chanson Mother Nature's Son. Des maquettes de ces deux chansons sont enregistrées au manoir de George Harrison en mai 1968 et ces enregistrements sont entendus sur Esher Demos, le premier disque bonus de l'édition du cinquantième anniversaire de l'« Album blanc ». Pour éviter une redondance au sein de l'album, seule la chanson de Paul est choisie pour y figurer.
La chanson, est également répétée en groupe par les Beatles en janvier 1969 lors des sessions du projet Get Back, sous un nouveau titre : On The Road to Marrakech. Des trois seules prises effectuées de cette chanson, seule une bribe parait officiellement sur le marché, et ce au sein de Fly on the Wall, disque additionnel fourni avec l'album Let It Be... Naked en 2003. Les versions inédites circulent cependant encore sous forme de bootleg. On peut aujourd'hui voir Lennon répéter ce titre dans le documentaire The Beatles: Get Back.

### Album Imagine
Une fois les Beatles séparés, John Lennon conserve la mélodie intacte mais change son texte que l'on pense alors destiné à son épouse Yoko Ono, cependant Paul McCartney révèle dans une interview qu'il croit que c'est à lui que John s'adresse dans la chanson. La chanson paraît sur l'album Imagine publié en 1971 à la plage no3.
Le 18 novembre 1985, la chanson est rééditée en 45 tours couplée à Going Down On Love et en version 12 pouces avec Oh Yoko! rajoutée à la face B.

### Personnel
- John Lennon – chant, sifflements , piano acoustique
- Nicky Hopkins – piano électrique
- John Barham – harmonium
- Joey Molland et Tom Evans – guitare acoustique
- The Flux Fiddlers – cordes
- Klaus Voormann – basse
- Alan White – vibraphone
- Jim Keltner – batterie
- Mike Pinder – tambourin

## Reprises
Jealous Guy est une des chansons les plus reprises de John Lennon. En effet, on dénombre à ce jour 92 reprises par différents artistes; de Donny Hathaway, en version studio sur la face B du single Giving Up (en) et sur son album Live en 1972, à la plus récente par Youssou N'Dour, enregistrée pour l'album Instant Karma: The Amnesty International Campaign to Save Darfur, réalisé en 2007 au profit de la campagne d'Amnesty International en faveur du Darfour en passant par celle de Roxy Music qui remporta un énorme succès en Angleterre. Roberto Bellarosa ayant gagné The Voice Belgique en 2012 avec ce titre, il le sort en single (atteignant la 4e place de l'Ultratop 50 Singles en Belgique francophone) avant de l'inclure à son premier album, Ma voie,.

### Version de Roxy Music
Singles de Roxy Music
In the Midnight Hour
(1980) More Than This
(1982)
Après la mort de Lennon en décembre 1980, Roxy Music a ajouté une version de la chanson dans la liste des titres de leur tournée en Allemagne, qu'ils ont enregistrée et publiée en single en février 1981. Le single a été publié par Polydor avec To Turn You On en tant que face B, sous le numéro de catalogue "ROXY 2",. La chanson obtient un succès en se classant en première place des charts au Royaume-Uni pendant deux semaines en mars 1981, devenant le seul titre du groupe à se hisser en tête des charts britanniques. To Turn You On est apparu plus tard sur l'album Avalon sorti en 1982, bien qu'il ait été légèrement remixé.  La version de Roxy Music de Jealous Guy est proposée dans de nombreux best-of de Bryan Ferry / Roxy Music et des compilations de musique des années 1980, mais pas toujours dans sa version intégrale.

## Classements et certifications

### Version de John Lennon
| Classement (1985)              | Meilleure place |
| ------------------------------ | --------------- |
| Irlande (IRMA)                 | 28              |
| Royaume-Uni (UK Singles Chart) | 65              |

### Version de Roxy Music
| Classement (1981)                      | Meilleure place |
| -------------------------------------- | --------------- |
| Allemagne (GfK Entertainment)          | 19              |
| Australie (Kent Music Report)          | 1               |
| Autriche (Ö3 Austria Top 40)           | 6               |
| Belgique (Flandre Ultratop 50 Singles) | 5               |
| France (IFOP)                          | 8               |
| Irlande (IRMA)                         | 3               |
| Norvège (VG-lista)                     | 6               |
| Nouvelle-Zélande (RMNZ)                | 4               |
| Pays-Bas (Single Top 100)              | 10              |
| Royaume-Uni (UK Singles Chart)         | 1               |
| Suède (Sverigetopplistan)              | 18              |
| Suisse (Schweizer Hitparade)           | 4               |

| Pays              | Certification |
| ----------------- | ------------- |
| Royaume-Uni (BPI) | Or            |